# Enfermedades de la desesperación

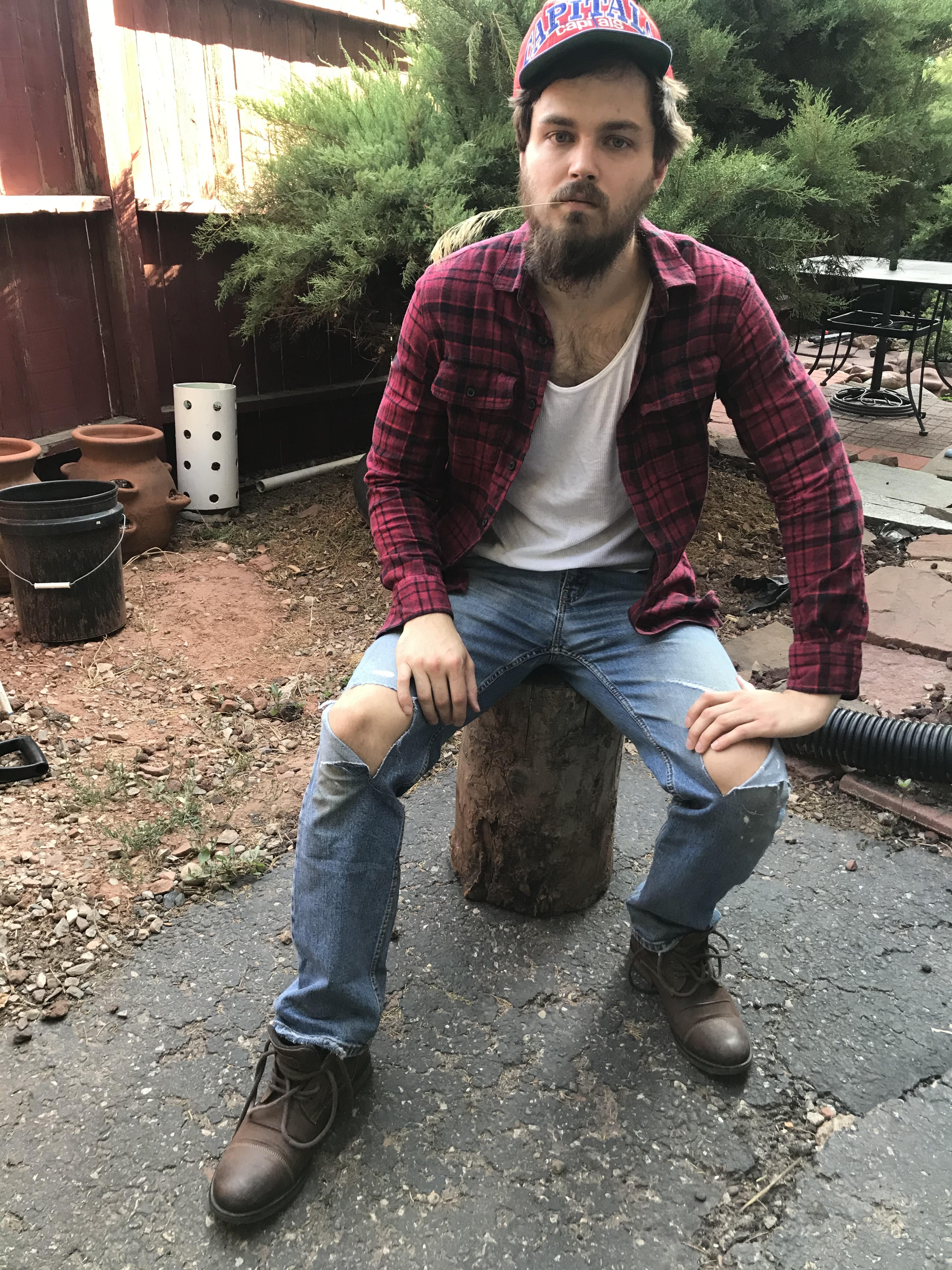
Algunos de los más afectados son las personas blancas de zonas económicamente desfavorecidas

Las enfermedades de la desesperación son tres clases de afecciones médicas relacionadas con el comportamiento que se presenta con más frecuencia en grupos de personas que experimentan desesperación, debido a la percepción sombría de su propia exclusión social y económica de largo plazo. Los tres tipos de enfermedades son: sobredosis de drogas (incluido el alcoholismo), suicidio y cirrosis hepática por alcoholismo.
Las enfermedades de la desesperación, y las muertes resultantes de esta desesperación, son altas en la región de los Apalaches, en Estados Unidos. La prevalencia aumentó notablemente durante las primeras décadas del siglo XXI, especialmente entre los estadounidenses blancos de clase media y de edad avanzada, a partir de 2010, seguido de un aumento de la mortalidad de los hispanos en 2011, y los afroestadounidenses en 2014. El tema obtuvo la atención de los medios debido a su conexión con la epidemia de opioides.

## Factores de riesgo
Si bien la adicción y la depresión afectan a personas de todas las edades, etnias y grupos demográficos, el exceso de mortalidad y morbilidad por enfermedades de desesperación aqueja a un grupo más pequeño. En Estados Unidos, el grupo más afectado por estas enfermedades de desesperación son los hombres y mujeres blancos no hispanos que no han asistido a la universidad. En comparación con las generaciones anteriores, este grupo tiene menos probabilidades de casarse, menos probabilidades de trabajar, menos posibilidades de mantener a sus familias, y más probabilidades de reportar dolor físico, problemas de salud en general y problemas de salud mental, tales como depresión.

## Causas
Los factores que parecen exacerbar las enfermedades de la desesperación aún no se conocen por completo, pero  se ha  establecido que, generalmente, incluye el empeoramiento de la desigualdad económica y un sentimiento profundo de desesperanza sobre el éxito financiero personal. Esto puede tomar muchas formas y aparecer en diferentes situaciones. Por ejemplo, las personas se sienten inadecuadas y desfavorecidas cuando se les intenta vender productos considerados importantes para la sociedad, pero tales productos una y otra vez resultan no ser asequibles para ellos. La pérdida general de empleo en las regiones geográficas afectadas, y el empeoramiento de las condiciones salariales y laborales junto con la disminución de la fuerza de los sindicatos, es un factor ampliamente hipotetizado.

## Efectos
A partir de 1998, un incremento en las muertes por desesperación ha tenido una inesperada incidencia en la cantidad de estadounidenses blancos de mediana edad que han muerto (la tasa de mortalidad específica por edad). Para 2014, el creciente número de muertes por desesperación había resultado en una caída en la esperanza de vida en general de los estadounidenses. Anne Case y Angus Deaton han propuesto que el aumento de la mortalidad en la mitad de la vida es el resultado de desventajas acumuladas durante décadas, y que resolverlo requerirá años de paciencia y perseverancia, no resultando lo más adecuado buscar una solución rápida para intentar obtener resultados inmediatos. El número de muertes por desesperación en los Estados Unidos se ha estimado en 150.000 personas, sólo en el año 2017.

## Terminología
El nombre enfermedades de la desesperación ha sido criticado, porque podría ser injusto con aquellas personas que simplemente se ven afectadas negativamente por fuerzas sociales y económicas que no están en sus manos, y por subestimar el papel que ha tenido medicamentos específicos, como el OxyContin, en el aumento de las muertes.

## Otras lecturas sobre el tema
- Case, Anne; Deaton, Angus (2020). Deaths of Despair and the Future of Capitalism. Princeton University Press. ISBN 978-0691190785.

- Michael Meit, Megan Heffernan, Erin Tanenbaum, and Topher Hoffmann (August 2017) Appalachian Diseases of Despair. The Walsh Center for Rural Health Analysis de la Universidad de Chicago.

- Chris McGreal; «Abandoned by coal, swallowed by drugs», 12 de noviembre de 2015 en The Guardian.